# Gouvernement Raffarin I
Ne doit pas être confondu avec Gouvernement Raffarin II ou Gouvernement Raffarin III.
Ve République
Gouvernement Lionel Jospin Gouvernement Jean-Pierre Raffarin II
Le gouvernement Raffarin I est le gouvernement de la République française du 6 mai au 17 juin 2002. Il est dirigé par le Premier ministre Jean-Pierre Raffarin, sous la seconde présidence de Jacques Chirac (2002-2007). Il fait suite à l'élection présidentielle de 2002, que ce dernier a remportée contre Jean-Marie Le Pen, et après laquelle Lionel Jospin, Premier ministre, a démissionné. Il prend fin au lendemain des élections législatives de 2002, après six semaines, pour être remplacé par le gouvernement Raffarin II.

## Composition du gouvernement
La nomination du Premier ministre a été publiée au Journal officiel du 7 mai 2002 et celle des membres du gouvernement aux J.O. du 8 mai 2002. Ce gouvernement de 42 jours a démissionné à la suite des élections législatives de 2002 (J.O. du 18 juin 2002).

### Premier ministre
| Image | Fonction         |  | Nom                  | Parti |
| ----- | ---------------- |  | -------------------- | ----- |
|       | Premier ministre |  | Jean-Pierre Raffarin | DL    |

### Ministres
| Image | Fonction                                                                                    |  | Nom                       | Parti |
| ----- | ------------------------------------------------------------------------------------------- |  | ------------------------- | ----- |
|       | Ministre de l'Intérieur, de la Sécurité intérieure et des Libertés locales                  |  | Nicolas Sarkozy           | RPR   |
|       | Ministre des Affaires sociales, du Travail et de la Solidarité                              |  | François Fillon           | RPR   |
|       | Garde des Sceaux, ministre de la Justice                                                    |  | Dominique Perben          | RPR   |
|       | Ministre des Affaires étrangères, de la Coopération et de la Francophonie                   |  | Dominique de Villepin     | RPR   |
|       | Ministre de la Défense et des Anciens combattants                                           |  | Michèle Alliot-Marie      | RPR   |
|       | Ministre de la Jeunesse, de l'Éducation nationale et de la Recherche                        |  | Luc Ferry                 | DVD   |
|       | Ministre de l'Économie, des Finances et de l'Industrie                                      |  | Francis Mer               | DVD   |
|       | Ministre de l'Équipement, des Transports, du Logement, du Tourisme et de la Mer             |  | Gilles de Robien          | UDF   |
|       | Ministre de l'Écologie et du Développement durable                                          |  | Roselyne Bachelot-Narquin | RPR   |
|       | Ministre de la Santé, de la Famille et des Personnes handicapées                            |  | Jean-François Mattei      | DL    |
|       | Ministre de l'Agriculture, de l'Alimentation, de la Pêche et des Affaires rurales           |  | Hervé Gaymard             | RPR   |
|       | Ministre de la Culture et de la Communication                                               |  | Jean-Jacques Aillagon     | RPR   |
|       | Ministre de la Fonction publique, de la Réforme de l'État et de l'Aménagement du territoire |  | Jean-Paul Delevoye        | RPR   |
|       | Ministre de l'Outre-Mer                                                                     |  | Brigitte Girardin         | RPR   |
|       | Ministre des Sports                                                                         |  | Jean-François Lamour      | RPR   |

### Ministre délégués
| Image | Fonction                                                      | Ministre de rattachement                                                   |  | Nom                        | Parti   |
| ----- | ------------------------------------------------------------- | -------------------------------------------------------------------------- |  | -------------------------- | ------- |
|       | Ministre délégué au Budget                                    | Ministre de l'Économie, des Finances et de l'Industrie                     |  | Alain Lambert              | UDF     |
|       | Ministre délégué aux Libertés locales                         | Ministre de l'Intérieur, de la Sécurité intérieure et des Libertés locales |  | Patrick Devedjian          | RPR     |
|       | Ministre délégué aux Affaires européennes                     | Ministre des Affaires étrangères, de la Coopération et de la Francophonie  |  | Renaud Donnedieu de Vabres | UDF     |
|       | Ministre délégué à l’Enseignement scolaire                    | Ministre de la Jeunesse, de l'Éducation nationale et de la Recherche       |  | Xavier Darcos              | RPR     |
|       | Ministre délégué à l'Enseignement supérieur et à la Recherche | Ministre de la Jeunesse, de l'Éducation nationale et de la Recherche       |  | François Loos              | UDF-PRV |
|       | Ministre délégué à la Ville                                   | Ministre des Affaires sociales, du Travail et de la Solidarité             |  | Jean-Louis Borloo          | UDF-PRV |

### Secrétaires d’État
| Image | Fonction | Ministre de rattachement                                                        |  | Nom                 | Parti   |
| ----- | --- | ------------------------------------------------------------------------------- |  | ------------------- | ------- |
|       | Secrétaire d'État aux Relations avec le Parlement, porte-parole du Gouvernement                                | Premier ministre                                                                |  | Jean-François Copé  | RPR     |
|       | Secrétaire d'État au Développement durable                                                                     | Ministre de l'Écologie et du Développement durable                              |  | Tokia Saïfi         | DL      |
|       | Secrétaire d'État à la Lutte contre la précarité et l’exclusion                                                | Ministre des Affaires sociales, du Travail et de la Solidarité                  |  | Dominique Versini   | RPR     |
|       | Secrétaire d'État aux Petites et moyennes entreprises, au Commerce, à l'Artisanat et aux Professions libérales | Ministre de l'Économie, des Finances et de l'Industrie                          |  | Renaud Dutreil      | UDF-PRV |
|       | Secrétaire d'État à la Mer                                                                                     | Ministre de l'Équipement, des Transports, du Logement, du Tourisme et de la Mer |  | Nicole Ameline      | DL      |
|       | Secrétaire d'État aux Transports                                                                               | Ministre de l'Équipement, des Transports, du Logement, du Tourisme et de la Mer |  | Dominique Bussereau | DL      |

## Composition par ordre fonctionnel
- Jean-Pierre Raffarin : Premier ministre
  - Jean-François Copé : Secrétaire d'État aux Relations avec le Parlement, porte-parole du Gouvernement
- Nicolas Sarkozy : Ministre de l'Intérieur, de la Sécurité intérieure et des Libertés locales
  - Patrick Devedjian : Ministre délégué aux Libertés Locales
- François Fillon : Ministre des Affaires sociales, du Travail et de la Solidarité
  - Jean-Louis Borloo : Ministre délégué à la Ville
  - Dominique Versini : Secrétaire d'État à la Lutte contre la précarité et l'exclusion
- Dominique Perben : Garde des Sceaux, ministre de la Justice
- Dominique de Villepin[2] : Ministre des Affaires étrangères, de la Coopération et de la Francophonie
  - Renaud Donnedieu de Vabres : Ministre délégué aux Affaires européennes
- Michèle Alliot-Marie : Ministre de la Défense et des Anciens combattants
- Luc Ferry : Ministre de la Jeunesse, de l'Éducation Nationale et de la Recherche
  - Xavier Darcos : Ministre délégué à l'Enseignement scolaire
  - François Loos : Ministre délégué à l'Enseignement supérieur et à la Recherche
- Francis Mer : Ministre de l'Économie, des Finances et de l'Industrie
  - Alain Lambert : Ministre délégué au Budget
  - Renaud Dutreil : Secrétaire d'État aux Petites et moyennes entreprises, au Commerce, à l'Artisanat et aux Professions libérales
- Gilles de Robien : Ministre de l'Équipement, des Transports, du Logement, du Tourisme et de la Mer
  - Nicole Ameline : Secrétaire d'État à la Mer
  - Dominique Bussereau : Secrétaire d'État aux Transports
- Roselyne Bachelot[2] : Ministre de l'Écologie et du Développement durable
  - Tokia Saïfi : Secrétaire d'État au Développement durable
- Jean-François Mattei : Ministre de la Santé, de la Famille et des Personnes handicapées
- Jean-Paul Delevoye : Ministre de la Fonction publique, de la Réforme de l'État et de l'Aménagement du territoire
- Hervé Gaymard : Ministre de l'Agriculture, de l'Alimentation, de la Pêche et des Affaires rurales
- Jean-Jacques Aillagon : Ministre de la Culture et de la Communication
- Brigitte Girardin : Ministre de l'Outre-Mer
- Jean-François Lamour : Ministre des Sports

## Répartition partisane
| Parti                     | Parti                              | Premier ministre | Ministres | Ministres délégués | Secrétaires d'État | Total |
| ------------------------- | ---------------------------------- | ---------------- | --------- | ------------------ | ------------------ | ----- |
| Répartition le 8 mai 2002 | Répartition le 8 mai 2002          | 1                | 15        | 6                  | 6                  | 28    |
|                           | Démocratie libérale                | 1                | 1         |                    | 3                  | 5     |
|                           | Rassemblement pour la République   |                  | 11        | 2                  | 2                  | 15    |
|                           | Divers droite                      | 2                |           |                    | 2                  |       |
|                           | Union pour la démocratie française | 1                | 2         |                    | 3                  |       |
|                           | UDF - Parti radical valoisien      |                  | 2         | 1                  | 3                  |       |

## Chronologie

### Mai 2002
- 8 mai : début du premier gouvernement de Jean-Pierre Raffarin, Premier ministre, à la suite de la victoire électorale du Président Jacques Chirac (nomination le 6 mai).
- Au Pakistan, attentat-suicide à la voiture piégée contre un autobus de la marine pakistanaise devant l'hôtel Sheraton de Karachi : 14 morts dont 11 ingénieurs et techniciens français de la DCN (Direction des constructions navales) et 12 blessés français.
  - Le président Jacques Chirac envoie sur place la nouvelle ministre de la défense Michèle Alliot-Marie qui effectue un court aller-retour.
- 10 mai : premier conseil des ministres du nouveau gouvernement.
- 11 mai : au Stade de France à Saint-Denis, avant le coup d'envoi de la finale de la coupe de France de football entre Lorient et Bastia, quelques supporters bastiais sifflent la Marseillaise en présence du président de la République qui quitte la tribune, exige des excuses du président de la FFF, déclare à TF1 « c'est inadmissible et inacceptable... », puis regagne sa place.
- 13 mai : à Cherbourg, hommage national réunissant plus de dix mille personnes autour de Jacques Chirac, Jean-Pierre Raffarin et Michèle Alliot-Marie.

### Juin 2002
- 9 juin : premier tour des élections législatives : Abstention record 35,58 %, UMP 33,37 %, UDF + DVD 8,75 %, FN 11,34 %, PS 24,11 %, PC + extrême gauche 7,61 %.
- 16 juin : au second tour des élections législatives, l'UMP remporte la majorité absolue au parlement : abstention record 39,71 %, UMP 355 sièges, UDF + divers droite 44 sièges, PS 140 sièges, PC 21 sièges, divers gauche 17 sièges.
- 17 juin : fin du premier gouvernement de Jean-Pierre Raffarin, Premier ministre, comme il est de coutume après une élection législative, et début du deuxième gouvernement de Jean-Pierre Raffarin.